# Kanton Villeneuve-sur-Lot-Nord
Villeneuve-sur-Lot-Nord is een voormalig kanton van het Franse departement Lot-et-Garonne. Het kanton maakte deel uit van het arrondissement Villeneuve-sur-Lot. Het werd opgeheven bij decreet van 26 februari 2014, met uitwerking op 22 maart 2015.

## Gemeenten
Het kanton Villeneuve-sur-Lot-Nord omvatte de volgende gemeenten:
- Lédat
- Villeneuve-sur-Lot (deels, hoofdplaats)